# Apis (mitologia)

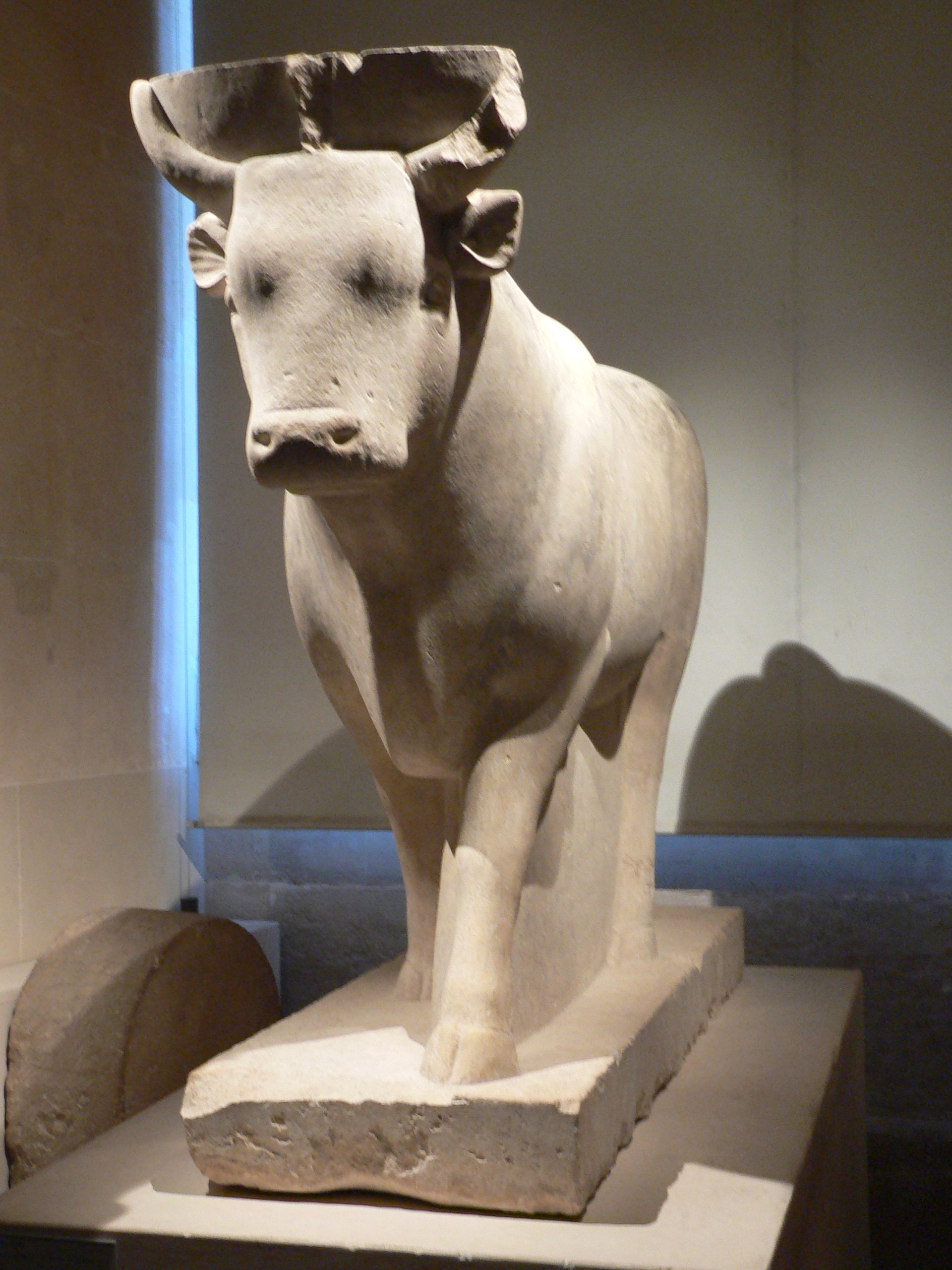
Święty byk Apis odnaleziony w Serapeum w Sakkarze, obecnie na wystawie w Luwrze, Paryż

Apis (grecka forma egipskiego imienia Hapi – boga Nilu, który kontrolował wylewy rzeki) – święty byk w Memfis, uważany za wcielenia Ptaha, później Ozyrysa, przez co został bóstwem podziemnym kojarzonym z minerałami i klejnotami; przez Greków utożsamiany z Hadesem.
Byk Apis to najbardziej znane spośród egipskich świętych zwierząt. Jego sanktuarium znajdowało się w pobliżu bramy świątyni wielkiego boga-stwórcy Ptaha. Byk Apis był symbolem siły i męstwa. Wierzono, że został zrodzony z promienia słonecznego. Wybór konkretnego zwierzęcia jako świętego byka uzależniony był od rozpoznania określonego zestawu 29 znaków; podstawowe to posiadanie przez byka: białego trójkąta na czole, białej plamy w kształcie skrzydeł na łopatkach i zadzie, sylwetki skarabeusza na języku i rozdwojonego ogona. Za życia Apis ozdabiany był złotem i klejnotami oraz trzymany w specjalnym sanktuarium. Według wierzeń starożytnych Egipcjan, gdy byk umierał, jego istota przenosiła się do następnego zwierzęcia, a kapłani rozpoczynali poszukiwanie kolejnego wcielenia. Ostatniej intronizacji Apisa dokonano za panowania cesarza Juliana Apostaty. Stare byki uroczyście topiono, zwłoki padłego osobnika poddawano mumifikacji, która trwała 70 dni (40 dni zajmowało suszenie mięsa, a 30 dni zawijanie). Podniosłe uroczystości pogrzebowe odbywały się w Sakkarze, kończyły się złożeniem szczątków Apisa w sarkofagu z drewna lub granitu, w komorach grobowych zwanych Serapeum. Złodzieje wielokrotnie rabowali mumie w poszukiwaniu cennych ozdób. Żaden pogrzebany Apis nie przetrwał w nienaruszonym stanie. Ptolemeusz I Soter przeniósł główny ośrodek kultu do Aleksandrii. Kult z czasem rozprzestrzenił się do Aten i Rzymu.